# Perspective (Pragueのアルバム)
「Perspective」（パースペクティブ）は、2010年7月14日に発売されたPragueの1枚目のアルバム。

## 解説
- メジャーで初めてとなるアルバム。
- タワーレコードとHNVの全店では購入者特典として、「オリジナルステッカー&期間限定待受け」がプレゼントされた。
- このアルバムでは「Light Infection」のカップリング曲「枕風」、「Slow Down」のカップリング曲「影踏み」は収録されていない。

## 収録曲
1. Greedy Rhythm (2:42)
作詞：鈴木雄太 作曲：Prague
2. Light Infection (3:55)
作詞：鈴木雄太 作曲：Prague
2ndシングルの曲。
3. Roam (4:33)
作詞：鈴木雄太 作曲：Prague
4. 遮光 (3:51)
作詞：鈴木雄太 作曲：Prague
5. バタフライ (3:58)
作詞：鈴木雄太 作曲：Prague
3rdシングル「Distort」のカップリング曲。シングルではDJ TASAKA mixで収録されていた。
6. 曇りのち -Interlude- (0:48)
作曲：Prague
インストゥメンタル。
7. 日照り雨 (3:46)
作詞：鈴木雄太 作曲：Prague
8. Distort (4:19)
作詞：鈴木雄太 作曲：Prague
3rdシングル
9. Negai (3:39)
作詞：鈴木雄太、Mummy-D 作曲：Prague
3rdシングル「Distort」のカップリング曲。シングルではRHYMESTERのMummy-Dがフィーチャリングボーカルとして参加していたが、このバージョンには参加しておらず、Mummy-Dが歌っていた部分は間奏になっている。このアルバムでは題名がローマ字表記となっている。
10. 流転 (4:21)
作詞：鈴木雄太 作曲：Prague
11. Impudent -Interlude- (0:51)
作曲：Prague
インストゥメンタル。
12. Stance (3:21)
作詞：鈴木雄太 作曲：Prague
13. シェイカーラブ (5:47)
作詞：鈴木雄太 作曲：Prague
14. 夜半に問う今 (5:26)
作詞：鈴木雄太 作曲：Prague
15. Slow Down (4:59)
作詞：鈴木雄太 作曲：Prague
1stシングルの曲。